# Sant Celoni
Sant Celoni település Spanyolországban, Barcelona tartományban. Lakosainak száma 18 761 fő (2024).

## Földrajza
Sant Celoni Gualba, Riells i Viabrea, Sant Feliu de Buixalleu, Fogars de la Selva, Tordera, Sant Iscle de Vallalta, Sant Cebrià de Vallalta, Vallgorguina, Santa Maria de Palautordera, Fogars de Montclús és Campins községekkel határos.

## Népesség
A település lakosságának változását az alábbi diagram mutatja:
| Lakosok száma | 1162 | 3202 | 4593 | 6764 | 12 239 | 14 278 | 16 860 | 17 251 | 17 904 | 18 761 |
|               | 1717 | 1887 | 1936 | 1960 | 1986   | 2004   | 2009   | 2014   | 2019   | 2024   |